# Kourouninkoto
Kourouninkoto es una comuna o municipio del círculo de Kita de la región de Kayes, en Malí. En abril de 2009 tenía una población censada de 5505 habitantes.
Se encuentra ubicada al oeste del país y al sureste de la región de Kayes, cerca de la frontera con República de Guinea y la región de Kulikoró.